# 清河門区
清河門区（せいがもん-く）は中華人民共和国遼寧省阜新市に位置する市轄区。

## 行政区画
4街道弁事処、2鎮を管轄する。
- 街道弁事所：清河街道、六台街道、艾友街道、新北街道
- 鎮：河西鎮、烏龍壩鎮

## 交通

### 鉄道
- 中国国家鉄路集団
  - 新義線（中国語版）
    - 清河門北駅

### 道路
- 高速道路
  -  阜錦高速道路（中国語版）